# Els rascadors de parquet
Els rascadors de parquet (en francès, Les Raboteurs de parquet) és una pintura de Gustave Caillebotte pintada el 1875 que es conserva al Museu d'Orsay de París.
Caillebotte va presentar el llenç al Saló de París de 1875, però el jurat el va rebutjar, considerant que el seu tema era vulgar i indigne d'entrar a l'exposició oficial. Després d'això, Caillebotte va decidir participar en la segona de les exposicions del grup impressionista, el 1876, de la qual a més serà el principal impulsor, i exposà allà Els rascadors. Aquest quadre va formar part d'un lot de quaranta-cinc pintures que Camille Pissarro, Pierre-Auguste Renoir, Alfred Sisley i el mateix Caillebotte van vendre el 1877 a l'Hotel Drouot de París, però el pintor va voler recuperar l'obra, que va romandre fins al 1894, data de la seva mort, en la seva col·lecció particular.
Després de la mort del pintor, els seus hereus van donar l'obra a l'estat francès, amb la intermediació de Renoir, el seu marmessor. Entre 1896 i 1929 el quadre roman al Museu de Luxemburg -al recinte del Jardí de Luxemburg de la capital francesa. El 1929 la tela passa a mans del Museu del Louvre. Roman a l'edifici principal del museu, el Palau del Louvre, fins que el 1947 es trasllada a la Galeria del Jeu de Paume, una sala d'exposició, depenent igualment del Louvre, situada al Jardí de les Teuleries, on es van reunir les pintures dels impressionistes. Amb la inauguració, el 1986, del Museu d'Orsay, aquest quadre, com la resta de la col·lecció de pintura impressionista, és traslladat al nou museu. En l'actualitat es troba exposat a la sala 30 del nivell 5 del museu.